# Trois Nuits de violence
Pour plus de détails, voir Fiche technique et Distribution.
Trois Nuits de violence (Tre notti violente) est un film d'espionnage réalisé par Nick Nostro et sorti en 1966.
Il s'agit d'une adaptation du roman L'altra faccia della luna de Sergio Donati.

## Synopsis
Le journaliste Walter Bonelli est licencié de son journal et quitté par sa fiancée Lisa, qui s'apprête à épouser un chirurgien, Guido Fassi. Lors d'une réception, Bonelli aperçoit sa vieille amie, Cristina Romanelli, revenue d'Hollywood. Le lendemain matin, alors que Walter rentre chez lui, il assiste avec stupeur à l'enlèvement d'une jeune fille, entraînée dans une voiture, et le portier lui confirme qu'il s'agit de Lisa, son ex-petite amie, qui le cherchait pour lui livrer quelque chose. Se rendant chez Fassi, il obtient de lui la confirmation que le mariage est rompu, leur relation ayant pris fin il y a quelque temps, et il rencontre également Giulio, le frère de Lisa, trop abrupte et trop sauvage pour faire toute la lumière sur la situation.
En suivant une jeune fille blonde, Flora, l'homme retrouve d'abord le propriétaire de la voiture, Johnny Lo Vecchio, un gangster et contrebandier, et Edward Gardiello, un gangster expulsé des Etats-Unis qui s'est créé une seconde vie d'homme respectable dans une villa isolée de la banlieue. Lorsque le cadavre de Lisa est découvert par un guetteur en haute mer, l'affaire implique également les financiers, qui ordonnent à Walter de retrouver et de livrer un mystérieux paquet qu'elle avait le jour de l'enlèvement, afin de ne pas être lui-même accusé de meurtre...

## Fiche technique
- Titre français : Trois Nuits de violence[1]
- Titre original italien : Tre notti violente[2]
- Titre espagnol : Tres noches violentas[3]
- Réalisateur : Nick Nostro
- Scénario : Fernando Cerchio, Mino Giarda, Ottavio Poggi, Juan Cobos, d'après le roman L'altra faccia della luna de Sergio Donati
- Photographie : Emilio Foriscot
- Montage : Magdalena Pulido
- Musique : Franco Pisano
- Décors : Ernest Kromberg
- Production : Ottavio Poggi
- Sociétés de production : Liber Film (Rome), Hesperia Film (Madrid)
- Pays de production :  Italie -  Espagne
- Langue originale : italien
- Format : couleurs - 2,35:1 - Son mono - 35 mm
- Durée : 92 minutes
- Genre : film d'espionnage
- Dates de sortie :
  - Italie : 12 août 1966
  - Espagne : 7 décembre 1966
  - France : 5 avril 1967[1]

## Distribution
- Brett Halsey : Walter Bonelli
- Margaret Lee : Cristina Romanelli
- Julio Peña : Dr. Guido Fassi
- Irán Eory : Lisa Ferretti
- Mirko Ellis : Franco
- Enzo Cerusico : Giulio Ferretti
- José Calvo : Johnny Lo Vecchio
- Renzo Palmer : Edward Gardiello, dit « Honey »
- Valentino Macchi : Vincenzo
- Daniele Vargas : Major Rossi
- Renato Chiantoni : Maréchal Berti
- Thea Fleming : Flora Albertelli
- Emilio Messina :
- Aldo Cristiani